# Sanya
Sanya (en chino simplificado, 三亚; pinyin, Sānyà) es una ciudad-prefectura que pertenece a la provincia de Hainan, República Popular China. Después de la capital provincial, Sanya es la ciudad más grande en la isla. Sanya es muy visitada por su clima tropical. Es la ciudad más meridional de China. Una estatua budista de 108 metros del venerado Guanyin terminada en mayo de 2005, es una de las estatuas más altas del mundo. Su área es de 1919 km² y su población total para 2020 superó el millón de habitantes.

## Toponimia
Sanya recibe el nombre directamente del río que la baña, el río Sanya (三亚河), cerca de su desembocadura, sus dos tributarios caen y en su puerto forma una “丫”, una figura de 3 (三 San 'tres') partes o 3 ramales (el río principal con sus dos tributarios). En este puerto natural, algunos pescadores desembarcaron y se convirtió en la cuna de la ciudad.
Las personas que se establecieron aquí llamaron al río Sanya (三丫) . En el dialecto local "Ya" (丫) y "Ya" (亚) tienen la misma pronunciación, y más tarde gradualmente se llamó Sanya (三亚).

## Administración
Antes del 30 de julio de 2014, Sanya se dividía en 10 pueblos que se administraban en 4 subdistritos y 6 poblados. Sin embargo, desde esa fecha, todas esas entidades se eliminaron y la ciudad se re-organizó en 4 ciudades-distrito. A diferencia de las demás ciudades-distrito de la nación, que se dividen en subdistritos (urbano) poblados (suburbano) y villa (rural), estos a su vez se dividen en comunidades y aldeas, al igual que los pueblos.
- Distrito Jiyang (吉阳区)
- Distrito Tianya (天涯区)
- Distrito Haitang (海棠区)
- Distrito Yazhou (崖州区)

| Map                          | Map    | Map        | Map                    | Map        | Map               |
| ---------------------------- | ------ | ---------- | ---------------------- | ---------- | ----------------- |
| Jiyang Tianya Haitang Yazhou |        |            |                        |            |                   |
| Distrito                     | Chino  | Pinyin     | Población (censo 2010) | Área (km2) | Densitidad (/km2) |
| Jiyang                       | 吉阳区 | Jíyáng Qū  | 257 061                | 372        | 691,02            |
| Tianya                       | 天涯区 | Tiānyá Qū  | 269 935                | 944        | 285,94            |
| Haitang                      | 海棠区 | Hǎitáng Qū | 76 562                 | 255        | 300,24            |
| Yazhou                       | 崖州区 | Yázhōu Qū  | 160 000                | 347        | 460,10            |

## Historia
El nombre antiguo de Sanya es Yazhou, que literalmente significa "estado acantilado". Su historia se remonta a la Dinastía Qin (hace más de 2200 años). Desde entonces, siempre ha sido territorio de las dinastías chinas. Debido a su lejanía, Sánya se ha conocido a veces como Tianyahaijiao (天涯海角), lo que significa el fin del cielo y el océano. Algunos primeros ministros de varias dinastías fueron exiliados allí.
En 1912 el nombre Yazhou fue cambiado a Yaxian y en octubre de 1954 la administración del partido comunista chino cambió el nombre por el actual.
Durante la Segunda Guerra Sino-japonesa, Japón ocupó la zona desde 1941-1945 y Sánya fue conocida como Samah y fue el puerto de origen de la Segunda Flota de la Armada Imperial Japonesa y el principal punto de embarque para la invasión japonesa de Malasia y Tailandia.
El 30 de julio la ciudad fue re-organizada con la creación de 4 distritos.

## Geografía
Sanya se encuentra dentro de un clima tropical húmedo-seco, más o menos en la misma latitud que la isla de Hawái, con un calor muy cálido durante todo el año. Cuenta con una estación húmeda relativamente larga y una estación seca relativamente corta.

## Clima
Sánya se encuentra dentro de un Clima tropical húmedo y seco , más o menos en la misma latitud que la isla de Hawái, con un clima muy caluroso durante todo el año. Cuenta con una estación húmeda relativamente larga y una estación seca relativamente corta. Ha sido considerada como la "Hawaii Oriental ".
Desde que comenzaron los registros meteorológicos, la temperatura media anual en Sanya se ha calentado en fluctuaciones. Tomando como ejemplo 2024, la temperatura media anual en Sanya es de 27,1 °C, 0,6 °C más alta que el valor normal, siendo la temperatura media del mes más frío (Diciembre) de 23,2 °C y la del mes más caluroso (Agosto) de 29,9 °C.
| Parámetros climáticos promedio de Sanya (1991−2020) | Parámetros climáticos promedio de Sanya (1991−2020) | Parámetros climáticos promedio de Sanya (1991−2020) | Parámetros climáticos promedio de Sanya (1991−2020) | Parámetros climáticos promedio de Sanya (1991−2020) | Parámetros climáticos promedio de Sanya (1991−2020) | Parámetros climáticos promedio de Sanya (1991−2020) | Parámetros climáticos promedio de Sanya (1991−2020) | Parámetros climáticos promedio de Sanya (1991−2020) | Parámetros climáticos promedio de Sanya (1991−2020) | Parámetros climáticos promedio de Sanya (1991−2020) | Parámetros climáticos promedio de Sanya (1991−2020) | Parámetros climáticos promedio de Sanya (1991−2020) | Parámetros climáticos promedio de Sanya (1991−2020) |
| Mes                                                 | Ene.                                                | Feb.                                                | Mar.                                                | Abr.                                                | May.                                                | Jun.                                                | Jul.                                                | Ago.                                                | Sep.                                                | Oct.                                                | Nov.                                                | Dic.                                                | Anual                                               |
| --------------------------------------------------- | --------------------------------------------------- | --------------------------------------------------- | --------------------------------------------------- | --------------------------------------------------- | --------------------------------------------------- | --------------------------------------------------- | --------------------------------------------------- | --------------------------------------------------- | --------------------------------------------------- | --------------------------------------------------- | --------------------------------------------------- | --------------------------------------------------- | --------------------------------------------------- |
| Temp. máx. media (°C)                               | 26.6                                                | 27.3                                                | 29.1                                                | 31.1                                                | 32.4                                                | 32.5                                                | 32.0                                                | 31.9                                                | 31.7                                                | 30.9                                                | 29.6                                                | 27.3                                                | 30.2                                                |
| Temp. media (°C)                                    | 22.3                                                | 23.1                                                | 25.2                                                | 27.4                                                | 29.1                                                | 29.5                                                | 28.9                                                | 28.6                                                | 28.0                                                | 27.0                                                | 25.4                                                | 23.1                                                | 26.5                                                |
| Temp. mín. media (°C)                               | 19.6                                                | 20.6                                                | 22.8                                                | 25.0                                                | 26.5                                                | 26.9                                                | 26.5                                                | 26.2                                                | 25.4                                                | 24.2                                                | 22.7                                                | 20.4                                                | 23.9                                                |
| Días de precipitaciones (≥ 0.1 mm)                  | 3.4                                                 | 3.6                                                 | 3.9                                                 | 5.6                                                 | 10.0                                                | 14.0                                                | 13.8                                                | 16.0                                                | 17.0                                                | 13.5                                                | 6.6                                                 | 3.7                                                 | 111.1                                               |
| Fuente: Weather.com.cn                              |                                                     |                                                     |                                                     |                                                     |                                                     |                                                     |                                                     |                                                     |                                                     |                                                     |                                                     |                                                     |                                                     |

## Transporte
La ciudad tiene su propio aeropuerto llamado aeropuerto internacional Sánya Fenix. Los autobuses de otras partes de la isla de Sánya llegan a la terminal de autobuses. Los taxis están disponibles en toda la ciudad. La línea de ferrocarril comenzó en 2007 que une a Sánya con Haikou.

## Además
Sánya ha sido la ciudad anfitriona del concurso Miss Mundo y Míster Mundo.